# فرانسيسكو جويليدو
فرانسيسكو جويليدو مواليد 1 أغسطس 1901 - الوفاة 14 يوليو 1925 في سان فرانسيسكو، كان ملاكم فلبيني سابق صنّف ضمن فئة وزن الذبابة.

## إحصائيات
خاض خلال مسيرته 103 نزالا، فاز في 89 وتعادل في 4 وخسر في 8. فاز بالضربة القاضية في 22 نزالا.

## روابط خارجية
- فرانسيسكو جويليدو على موقع بوكس ريك (الإنجليزية) (registration required)